# Ma Hailong
Ma Hailong (chinesisch 马海龙, Pinyin Mǎ Hǎilóng; * 4. September 2003), bei internationalen Turnieren auch Hai Long Ma, ist ein chinesischer Snookerspieler. Von 2023 bis 2025 spielte er zwei Jahre auf der Profitour.

## Karriere
Ma Hailong spielte auf der nationalen Jugendtour und wurde in die Snooker Academy des chinesischen Nationalverbands CBSA in Guangdong aufgenommen. 2019 nahm er an den Jugendweltmeisterschaften teil, die in China ausgetragen wurden. Im Turnier der Altersklasse U18 erreichte er die Finalrunde der Besten 21.
Seinen Durchbruch hatte er Anfang 2023 mit 19 Jahren. Im Januar gewann er die Meisterschaft im Kanton Guangzhou und nahm anschließend an der WSF Championship des Snookerweltverbands in Australien teil. Er setzte sich unter anderem gegen seinen profierfahrenen Landsmann Gao Yang im Halbfinale durch und bezwang den WSF-Juniorenchampion Stan Moody im Finale mit 5:0. Der Sieg sicherte ihm die Teilnahme an der World Snooker Tour in den folgenden beiden Spielzeiten.
Bei seinem ersten Auftritt als Profi in der Championship League 2023 erreichte er drei Unentschieden. Beim British Open gelang ihm gegen Ian Burns sein erster Sieg und anschließend mit zwei weiteren Siegen der Einzug ins Achtelfinale. Danach gelangen ihm noch mehrere Erstrundensiege und bei der Weltmeisterschaft zum Abschluss der ersten Saison mit Siegen über Victor Sarkis und Martin O’Donnell der Einzug in die dritte Runde der Qualifikation. In der Saison 2024/25 qualifizierte er sich bei seiner zweiten Championship League für die Zwischenrunde. Beim Northern Ireland Open erreichte er zum zweiten Mal bei einem Ranglistenturnier das Achtelfinale und besiegte unter anderem Ali Carter und Chris Wakelin, Nummer 11 bzw. 22 der Weltrangliste. Bei den Welsh Open besiegte er sogar den Weltranglistensechsten Shaun Murphy, was ihn unter die Letzten 32 brachte. Beim Shoot-Out und den Scottish Open erreichte er jeweils Runde 3. Es waren aber alles Turniere mit geringerer Wertigkeit, die punkteträchtigen Turniere außerhalb Großbritanniens endeten fast immer mit einer Auftaktniederlage. Auf Platz 74 der Weltrangliste liegend hatte er noch die Chance, sich über ein gutes Abschneiden bei der Weltmeisterschaft unter die Top 64 zu verbessern und den Tourverbleib zu sichern. Nach einer deutlichen 1:10-Niederlage gegen Duane Jones verlor er aber nach zwei Jahren seinen Profistatus wieder.